# Босов, Дмитрий Борисович
Дми́трий Бори́сович Бо́сов (27 марта 1968, Барнаул, Алтайский край — 6 мая 2020, Усово, Московская область) — российский предприниматель. Основатель, контролирующий акционер, председатель совета директоров группы «Аллтек». Основными активами Дмитрия Босова являлись — группа «Сибантрацит» и УК «ВостокУголь». С 2008 по 2020 год являлся руководителем попечительского совета ХК «Сибирь».
В 2019 году занял 102-е место в рейтинге богатейших бизнесменов России по версии Forbes с состоянием 950 миллионов долларов, в 2020 году — 86-е место с состоянием 1,1 млрд долларов.

## Биография
Родился 27 марта 1968 года в Барнауле. Отец был начальником цеха на заводе «Трансмаш», позже — заместителем генерального директора барнаульского завода «Кристалл». Мать была преподавателем английского языка, профессором одного из московских вузов.
В 1991 году с отличием окончил факультет радиоэлектроники и лазерной техники МГТУ имени Н. Э. Баумана. Являлся кандидатом экономических наук. После окончания МГТУ им. Н. Э. Баумана занялся алюминиевым бизнесом.
Покончил с собой выстрелом из наградного пистолета Glock 19 в возрасте 52 лет в ночь на 6 мая 2020 года в особняке на Тенистой улице в подмосковном селе Усово, где проживал в последнее время. Похоронен в Москве, на Троекуровском кладбище, участок 14а

## Карьера
В 1991 году основал АОЗТ «ПИФ» — московское представительство завода «Кристалл», где 2 года работал заместителем директора, а затем исполнительным директором. В 1993 году стал президентом ТОО «Внешнеторговое объединение „Полиэкспорт“».
С 1995 года был директором московского представительства Trans World Group (затем — Trans World Commodities).
С 1997 по 2000 год был одним из акционеров и членов совета директоров Красноярского алюминиевого завода.
В 2000 году продал принадлежащие ему акции КрАЗа. После этого вместе с товарищами по МГТУ занялся инвестпроектами в России, возглавив группу «Аллтек», а с 2005 года — председателем правления. Среди реализованных проектов — консолидация и дальнейшая продажа в 2006 году «Ренове» крупнейших электродных заводов в России. В начале 2004 году группа АЛЛТЕК приобрела более 20 % акций нефтяной компании West Siberian Resources Ltd (WSR). Компания значительно нарастила добычу, за 4 года рыночная капитализация компании выросла в 18 раз, в 2008 г. состоялось слияние West Siberian Resources с НК «Альянс».
Начало угольному бизнесу положило приобретение акций АО «Сибирский антрацит» (Новосибирская область, крупнейший в мире производитель антрацита ультравысокого качества), где Дмитрий Босов являлся председателем совета директоров УК «ВостокУголь».
С 2008 года являлся руководителем попечительского совета хоккейного клуба «Сибирь».
В 2015 году учредил в Индонезии группу компаний Blackspace, получив лицензии на участки по добыче угля, никеля, марганца и бокситов. С того момента реализует два крупных проекта — разработка угольного месторождения в Центральном Калимантане и строительство ферроникелевого завода на острове Кабаэна.
Некоторые СМИ приписывали Босову связь с Борисом Березовским, вместе с которым поддерживал В. Ющенко и Ю. Тимошенко во время избирательной кампании по выборам президента Украины. Сам Босов отрицал это, заявив, что «единственный бизнес, в котором я участвовал с Березовским, была интернет-компания Ситилайн. Он первым инвестировал в неё. Управляли компанией мои друзья Емельян Захаров, Демьян Кудрявцев и другие. В 1999 г. они предложили мне стать соинвестором. В 2001 г. мы продали компанию и прилично заработали».

### Уголовное дело (ОПГ)
В апреле 2018 года было возбуждено уголовное дело против руководства Арктической горной компании, принадлежащей Дмитрию Босову, из-за незаконной добычи и продажи таймырского угля — имели лицензию лишь на геологоразведку, а занимались добычей.

## Бизнес

### Группа «Аллтек»
Частная компания прямых инвестиций, созданная Дмитрием Босовым и его однокурсниками по МГТУ имени Баумана в 1993 году.
В 2018 году Группа Аллтек объединила принадлежащие ей угольные активы в Группу «Сибантрацит».
В 2007 году стартовал проект «Печора СПГ» (комплексный проект разработки Кумжинского и Коровинского месторождений Ненецкого автономного округа). В 2015 году в проект вошла НК «Роснефть», доля в СП — 50 %. В 2018 году НК «Роснефть» вышла из совместного с АЛЛТЕК проекта.
Ещё один проект Аллтек — девелопмент недвижимости: развитие Центра Дизайна Artplay и комплексная застройка в Подмосковье.
После смерти Босова развернулась борьба за его долю в «Аллтеке». Екатерина (вдова Босова) претендовала на 77 % компании и судилась с остальными наследниками, но в итоге осталась без доли. В апреле 2021 года доля Босова была разделена на восемь равных частей по 10,82 % между родителями, четырьмя сыновьями от двух предыдущих браков, Екатериной Босовой и её дочерью (дочерью Босова). Однако в начале лета доля Екатерины Босовой и её дочери в 21,6 % оказалась записанной на «Аллтек».

### Группа «Сибантрацит»
Группа «Сибантрацит» — крупнейший в мире производитель антрацита UHG, ведущий российский производитель металлургических углей. Группа создана в 2018 году, объединила крупнейшие угольные компании Новосибирской области — АО «Сибирский антрацит» и ООО «Разрез Восточный», а также крупное угольное предприятие в Кемеровской области — ООО «Разрез Кийзасский» в Кемеровской области.
В апреле 2018 года группа «Сибантрацит» обнародовала финансовые и производственные результаты деятельности её предприятий по РСБУ за 2018 год: добыча — 24,1 млн т (в четыре раза больше, чем в 2014 г.). Выручка −132,8 млрд руб. (рост 1,9 раза к 2017 г.). Общая сумма начисленных налогов — 12,5 млрд руб., налога на прибыль — 8,4 млрд руб. Расходы на социальные и благотворительные программы — 1,9 млрд руб. К 2022 г. «Сибантрацит» планирует добыть 58 млн т угля и антрацита.
Как говорится на сайте Группы, один из приоритетов Группы — обеспечение промышленной безопасности и социальной поддержки сотрудников. В 2018 году на эти цели направлено 86 млн руб. и 111,4 млн руб. соответственно.
Один из перспективных проектов Группы — участие в строительстве Северомуйского тоннеля. О готовности участвовать в этом проекте Дмитрий Босов сообщил в письме на имя президента РФ Владимира Путина 11 марта 2018 года.
По данным СМИ, «Сибантрацит» ведёт переговоры о покупке УППК «Север».
В 2018 году газета РБК писала, что покупкой «Сибантрацита» интересуется владелец «Нефтегазхолдинга» Эдуард Худайнатов. В самой компании отрицали планы продажи.
Тем временем, резкой критике в СМИ за негативное воздействие на экологическую обстановку подвергается «Разрез Кийзасский». После вхождения «Разреза Кийзасский» в состав Группы «Сибантрацит» был уволен прежний гендиректор разреза Николай Зарубин. По данным источников, главной причиной увольнения стало нарушение им норм экологического законодательства. В интервью РБК глава «Сибантрацита» Барский уточнил, что никаких угроз для работы компании нет.
В апреле 2019 года «Сибантрацит» сообщил о том, что сроки строительства Северомуйского тоннеля на Байкало-Амурской магистрали составят 5 лет.

### УК «Востокуголь»
УК «Востокуголь» на паритетных началах принадлежит Дмитрию Босову и Александру Исаеву (председатель правления). «ВостокУголь» специализируется на создании новых угольных и инфраструктурных проектов. В данный момент компания в партнёрстве с Госкорпорацией «Ростех» строит угольный терминал «Порт „Вера“» (Приморский край) и занимается подготовкой к началу добычи на крупнейшем в Дальневосточном регионе — Огоджинском угольном месторождении.
Таймырский бассейн
Входящая в структуру УК «ВостокУголь» Арктическая горная компания (АГК) реализует проект по началу освоения угольных месторождений на полуострове Таймыр.
Ранее представители УК «ВостокУголь» заявляли, что к 2023 году доведут добычу на Таймыре до 30 млн т. Однако, как сообщали СМИ, эти планы пересмотрены в сторону снижения из-за отсутствия доказанной ресурсной базы.
Как сообщил 17 апреля 2019 года Telegram-канал Незыгарь, УФСБ по Красноярскому краю 8 апреля 2019 г. возбудило уголовное дело в отношении АГК. По данным канала, менеджеры компании подозреваются в незаконных сделках по продаже угля в отсутствие лицензии на добычу угля. Одним из оснований для возбуждения дела стали результаты проверки деятельности АГК Росприроднадзором в 2017 году. В 2017 г. Росприроднадзор выставил АГК штраф на 954 млн руб., посчитав, что та вела незаконную добычу угля. «Арктическая горная компания» оспаривает результаты проверки в суде.
Планы по разработке месторождений Таймырского угольного бассейна, в том числе вблизи Большого Арктического заповедника пользуются поддержкой российского правительства в лице Минприроды, но вызывают решительный протест со стороны природоохранных организаций.

## Личная жизнь
Был женат, от первого брака с Элеонорой Босовой имеет двоих сыновей: Артёма и Антона; от Анастасии Старовойтовой имеет также двоих сыновей: Кирилла и Ивана. С 2016 года был женат второй раз на Катерине Босов. Имеют общую дочь Бэллу 2018 года рождения.
За несколько месяцев перед смертью Дмитрий Босов профинансировал ремонт в барнаульской школе номер 45, был полностью отремонтирован спортивный зал.

### Комментарии
1. ↑   От успеха этого плана зависит в том числе выполнение указа Владимира Путина (май 2019) об увеличении грузооборота по Северному морскому пути с 17 млн до 80 млн тонн к 2024 году[37].

### Сноски
1. ↑  Миллиардер Дмитрий Босов покончил с собой. РБК. Дата обращения: 6 мая 2020. Архивировано 6 мая 2020 года.
2. ↑  200 самых богатых бизнесменов России. Forbes (Россия). Архивировано 18 апреля 2019 года.
3. ↑  Российский миллиардер совершил самоубийство. lenta.ru. Дата обращения: 6 мая 2020. Архивировано 6 мая 2020 года.
4. 1 2  Мария Рожкова. «Время было такое: везде было опасно», - Дмитрий Босов, основатель и председатель правления компании «Аллтек». Ведомости (16 января 2008). Архивировано 17 апреля 2020 года.
5. ↑  РБК, Миллиардер Дмитрий Босов покончил с собой. Что известно про пистолет. Дата обращения: 6 мая 2020. Архивировано 6 мая 2020 года.
6. ↑  «Был на взводе»: российский миллиардер найден мертвым. Миллиардер Дмитрий Босов покончил жизнь самоубийством. Gazeta.ru, 6 мая 2020. Дата обращения: 6 мая 2020. Архивировано 8 мая 2020 года.
7. ↑  Миллиардер Дмитрий Босов покончил с собой. Коммерсантъ, 6 мая 2020. Дата обращения: 8 мая 2020. Архивировано 8 мая 2020 года.
8. ↑  Мария Рожкова. Собрание акционеров КрАЗа. Коммерсантъ (11 октября 1997). Архивировано 20 апреля 2019 года.
9. ↑  Дмитрий Павлов. У Красноярского алюминиевого завода новый владелец. Коммерсантъ (29 июля 1997). Архивировано 20 апреля 2019 года.
10. ↑  Дмитрий Бутрин. [[Усть-Илимский ЛПК]] ищет акционеров. Коммерсантъ (16 октября 2001). Архивировано 20 апреля 2019 года.
11. ↑  Мария Черкасова. Акционеры [[СУАЛ]]а взялись за электроды. Коммерсантъ (10 марта 2006). Архивировано 20 апреля 2019 года.
12. ↑  Совет директоров. alltech.ru. Архивировано 22 октября 2019 года.
13. ↑  Дмитрий Босов выкупил часть акций украинского НЗФ. Росбалт (12 сентября 2005). Архивировано 20 апреля 2019 года.
14. ↑  Компания Дмитрия Босова отказалась работать в Венесуэле. РБК (28 июля 2017). Архивировано 17 апреля 2020 года.
15. ↑  «ВостокУголь» Дмитрия Босова возьмется за добычу «арктического карбона». РБК (27 марта 2017). Архивировано 11 апреля 2020 года.
16. ↑  Анатолий Джумайло. Дмитрий Босов досыплет цинка в уголь. Коммерсантъ (30 марта 2017). Архивировано 20 апреля 2019 года.
17. ↑  Светлана Бурмистрова. Босов решил создать «мировой хаб» для экспорта угольной пыли. РБК (12 января 2018). Архивировано 15 апреля 2020 года.
18. ↑  Светлана Бурмистрова, Людмила Подобедова. Компания Босова на треть снизила план добычи угля в Арктике. РБК (31 января 2019). Архивировано 14 апреля 2020 года.
19. ↑  Виталий Петлевой, Артур Топорков,Ольга Адамчук. Совладелец «Сибантрацита» попросил у Путина приоритетный доступ к [[БАМ]]у и [[Транссиб]]у. Ведомости (25 марта 2019). Архивировано 12 апреля 2020 года.
20. ↑  Виталий Петлевой, Александра Терентьева. Дмитрий Босов и партнеры инвестируют $250 млн в добычу угля. Ведомости (12 февраля 2016). Архивировано 20 апреля 2019 года.
21. ↑  Компания «Сибантрацит» намерена приобрести «Сибирь». Sports.ru (14 марта 2008). Архивировано 20 апреля 2019 года.
22. ↑  Руководство клуба. hcsibir.ru. Архивировано 20 апреля 2019 года.
23. ↑  Ирина Мокроусова, Сергей Титов. Дело на $1 млрд: Дмитрий Босов начал бизнес в Индонезии. Forbes (Россия) (31 октября 2016). Архивировано 20 апреля 2019 года.
24. ↑  ФСБ возбудила уголовное дело против руководства компании Босова (англ.). РБК (23 апреля 2019). Дата обращения: 24 апреля 2019. Архивировано 14 мая 2020 года.
25. ↑  «Роснефть» вышла из проекта «Печора СПГ» из-за отсутствия перспектив. РБК (5 сентября 2018). Архивировано 20 апреля 2019 года.
26. ↑  Компания Авдоляна консолидировала 100% «Сибантрацита». Forbes.ru. Дата обращения: 24 марта 2023. Архивировано 24 марта 2023 года.
27. ↑  Дмитрий Ага покинул пост председателя совета директоров "Сибантрацита" - ТАСС. TACC. Дата обращения: 26 марта 2023. Архивировано 24 марта 2023 года.
28. ↑  Совладелец «Сибантрацита» попросил у Путина приоритетный доступ к БАМу и Транссибу. Ведомости (25 марта 2019). Архивировано 12 апреля 2020 года.
29. ↑  [[Группа «Сумма»]] может продать строящийся терминал в [[порт Находка|порту Находка]]. Ведомости (26 июля 2018). Архивировано 20 апреля 2019 года.
30. ↑  Из-за угольного разреза реки становятся мёртвыми: катастрофа может прийти в крупнейшие города Кузбасса. ВашГород.ру (3 мая 2018). Архивировано 20 апреля 2019 года.
31. ↑  Источник: к экс-директору «Разреза Кийзасский» Николаю Зарубину есть претензии по нарушениям экологического законодательства. Тайга.инфо (1 апреля 2019).
32. ↑  Глава «Сибантрацита» Максим Барский — РБК: «Курченко — угольный король Донбасса? Буду знать». РБК (26 апреля 2019). Архивировано 29 апреля 2019 года.
33. ↑  «Сибантрацит» назвал сроки строительства тоннеля на БАМе за 260 млрд руб. РБК (21 апреля 2019). Архивировано 21 апреля 2019 года.
34. ↑  Компания Босова на треть снизила план добычи угля в Арктике. РБК (31 января 2019). Архивировано 14 апреля 2020 года.
35. ↑  Босов предложил Росприроднадзору мировую по спору на 1 млрд руб. РБК (24 марта 2018). Архивировано 20 апреля 2019 года.
36. ↑  Russia’s Taymyr plan: Arctic coal for India risks pollution Архивная копия от 1 декабря 2019 на Wayback Machine, BBC, 31.11.2019
37. ↑  Минприроды изменило границы заповедника в Арктике для компании Босова Архивная копия от 20 декабря 2019 на Wayback Machine, РБК, 19.07.2019
38. ↑  Никита Бородкин. Дмитрий Босов сделал ремонт в барнаульской школе. www.amic.ru. Дата обращения: 14 мая 2020. Архивировано 20 мая 2020 года.